# Myricanthe discolor
Myricanthe discolor är en törelväxtart som beskrevs av Airy Shaw. Myricanthe discolor ingår i släktet Myricanthe och familjen törelväxter. Inga underarter finns listade i Catalogue of Life.